# Solheim (Gloppen)
Solheim – wieś w zachodniej Norwegii, w okręgu Sogn og Fjordane, w gminie Gloppen. Wieś leży u ujścia rzeki Storelva, na zachodnim brzegu jeziora Eimhjellevatnet, wzdłuż norweskiej drogi nr 615. Solheim znajduje się 20 km na południowy zachód od miejscowości Straume i około 40 km na wschód od wsi Eikefjord. 
Nieopodal wsi znajduje się góra Eggene - 799 m n.p.m. 